# Steve Koren
Steve Koren (ur. w Queens Nowy Jork) – amerykański scenarzysta i producent.

## Nagrody
- Złota Malina Najgorszy scenariusz: 2012 Jack i Jill